# Engelbert Kraus
Pour les articles homonymes, voir Kraus.
Engelbert Kraus, né le 30 juillet 1934 à Offenbach-sur-le-Main en Allemagne et mort le 14 mai 2016 à Heusenstamm, est un joueur de football international allemand, qui évoluait au poste d'attaquant.

## Biographie

### Carrière en club
Avec le club du Munich 1860, il remporte une Coupe d'Allemagne et atteint la finale de la Coupe d'Europe des vainqueurs de coupe en 1965, en étant battu par l'équipe anglaise de West Ham.
Il dispute un total de 330 matchs dans les championnats allemands, pour 116 buts inscrits. Il réalise sa meilleure performance lors de la saison 1958-1959, où il inscrit 16 buts en championnat.

### Carrière en sélection
Avec l'équipe de RFA, il joue 9 matchs (pour 3 buts inscrits) entre 1955 et 1964.
Il joue son premier match en équipe nationale le 25 septembre 1955 en amical contre la Yougoslavie. Il inscrit son premier but le 10 mars 1957 contre l'Autriche. Il inscrit son deuxième but le 23 décembre 1962 contre la Suisse, et son troisième le 7 juin 1964 face à la Finlande, pour ce qui constitue sa dernière sélection.
Il figure dans le groupe des sélectionnés lors de la Coupe du monde de 1962. Lors du mondial organisé au Chili, il joue un match contre le pays organisateur.

## Palmarès
Munich 1860
- Coupe d'Allemagne (1) :
  - Vainqueur : 1963-64.
- Coupe d'Europe des vainqueurs de coupe :
  - Finaliste : 1964-65.